# Caiac canoe la Jocurile Olimpice de vară din 1956

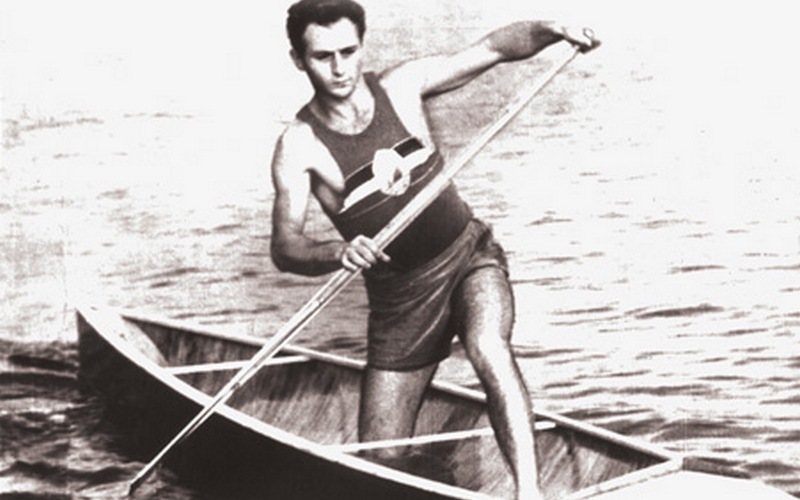
Leon Rotman a câștigat două medalii de aur

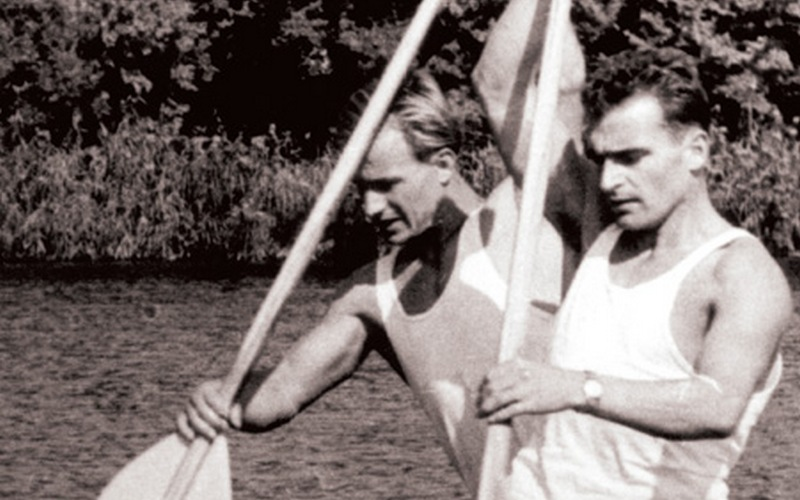
Simion Ismailciuc și Alexe Dumitru au obținut aurul la C-2 1000 m

Probele sportive de caiac-canoe la Jocurile Olimpice de vară din 1956 au avut loc în perioada 30 noiembrie–1 decembrie la Lacul Wendouree.

## Rezultate

### Sprint
Masculin
| Probă                | Aur                                       | Aur     | Argint                                  | Argint  | Bronz                                    | Bronz   |
| C-1 1000 m detalii   | Leon Rotman (ROU)                         | 5:05,3  | István Hernek (HUN)                     | 5:06,2  | Ghennadi Buharin (URS)                   | 5:12,7  |
| C-1 10 000 m detalii | Leon Rotman (ROU)                         | 56:41,0 | János Parti (HUN)                       | 57:11,0 | Ghennadi Buharin (URS)                   | 57:14,5 |
| C-2 1000 m detalii   | Alexe Dumitru Simion Ismailciuc (ROU)     | 4:47,4  | Pavel Harin Grațian Botev (URS)         | 4:48,6  | Károly Wieland Ferenc Mohácsi (HUN)      | 4:54,3  |
| C-2 10 000 m detalii | Pavel Harin Grațian Botev (URS)           | 54:02,4 | Georges Dransart Marcel Renaud (FRA)    | 54:48,3 | Imre Farkas József Hunics (HUN)          | 55:15,6 |
| K-1 1000 m detalii   | Gert Fredriksson (SWE)                    | 4:12,8  | Igor Pisarev (URS)                      | 4:15,3  | Lajos Kiss (HUN)                         | 4:16,2  |
| K-1 10 000 m detalii | Gert Fredriksson (SWE)                    | 47:43,4 | Ferenc Hatlaczky (HUN)                  | 47:53,3 | Michel Scheuer (EUA)                     | 48:00,3 |
| K-2 1000 m detalii   | Michel Scheuer Meinrad Miltenberger (EUA) | 3:49,6  | Mihhail Kaaleste Anatoli Demitkov (URS) | 3:51,4  | Maximilian Raub Herbert Wiedermann (AUT) | 3:55,8  |
| K-2 10 000 m detalii | János Urányi László Fábián (HUN)          | 43:37,0 | Fritz Briel Theodor Kleine (EUA)        | 43:40,6 | Dennis Green Walter Brown (AUS)          | 43:43,2 |

Feminin
| Probă             | Aur                        | Aur    | Argint             | Argint | Bronz           | Bronz  |
| K-1 500 m detalii | Elizaveta Dementieva (URS) | 2:18,9 | Therese Zenz (EUA) | 2:19,6 | Tove Søby (DEN) | 2:22,3 |

## Clasament pe medalii
| Loc   | Țară                         | Aur | Argint | Bronz | Total |
| ----- | ---------------------------- | --- | ------ | ----- | ----- |
| 1     | România                      | 3   | –      | –     | 3     |
| 2     | Uniunea Sovietică            | 2   | 3      | 2     | 7     |
| 3     | Suedia                       | 2   | –      | –     | 2     |
| 4     | Ungaria                      | 1   | 3      | 3     | 7     |
| 5     | Echipa Unificată a Germaniei | 1   | 2      | 1     | 4     |
| 6     | Franța                       | –   | 1      | –     | 1     |
| 7     | Australia                    | –   | –      | 1     | 1     |
| 7     | Austria                      | –   | –      | 1     | 1     |
| 7     | Danemarca                    | –   | –      | 1     | 1     |
| Total | Total                        | 9   | 9      | 9     | 27    |